# Sterigmostemum incanum
Sterigmostemum incanum är en korsblommig växtart som beskrevs av Friedrich August Marschall von Bieberstein. Sterigmostemum incanum ingår i släktet Sterigmostemum och familjen korsblommiga växter. Inga underarter finns listade i Catalogue of Life.